# Alari Remmelg
Alari Remmelg (* 6. April 1984 in Kärdla) ist ein estnischer Biathlet.
Alari Remmelg betreibt Biathlon seit 2002 und gehört seit 2005 den Nationalkader Estlands an. Er wird von Tonu Pääsuke trainiert und startet für den Sportclub Biathlon. Der Student aus Tallinn tritt seit 2004 im Biathlon-Europacup an. Sein erstes Rennen bestritt er in Geilo, hier wurde er 52. im Einzel. In Kontiolahti nahm er 2005 an seinen einzigen Junioren-Weltmeisterschaften teil, ohne jedoch nennenswerte Ergebnisse zu erreichen. Bei den Biathlon-Europameisterschaften 2006 in Langdorf waren ein 66. Rang im Einzel und ein 18. Platz mit der Staffel beste Ergebnisse. Seine ersten Biathlon-Weltmeisterschaften 2007 in Antholz beendete er als 94. im Einzel. Im Sommer trat der Este bei den Sommerbiathlon-Weltmeisterschaften 2007 in Otepää an. In den Wettbewerben im Crosslauf wurde Remmelg 31. im Sprint, 27. im Massenstart und Achter mit der Staffel. In Östersund startete er erneut bei den Biathlon-Weltmeisterschaften 2008 und startete wieder im Einzel. Hier verbesserte er sich um drei Ränge und konnte 91. werden.

## Biathlon-Weltcup-Platzierungen
Die Tabelle zeigt alle Platzierungen (je nach Austragungsjahr einschließlich Olympische Spiele und Weltmeisterschaften).
- 1.–3. Platz: Anzahl der Podiumsplatzierungen
- Top 10: Anzahl der Platzierungen unter den ersten zehn (einschließlich Podium)
- Punkteränge: Anzahl der Platzierungen innerhalb der Punkteränge (einschließlich Podium und Top 10)
- Starts: Anzahl gelaufener Rennen in der jeweiligen Disziplin

| Platzierung                    | Einzel | Sprint | Verfolgung | Massenstart | Staffel | Gesamt |
| ------------------------------ | ------ | ------ | ---------- | ----------- | ------- | ------ |
| 1. Platz                       |        |        |            |             |         |        |
| 2. Platz                       |        |        |            |             |         |        |
| 3. Platz                       |        |        |            |             |         |        |
| Top 10                         |        |        |            |             |         |        |
| Punkteränge                    |        |        |            |             |         |        |
| Starts                         | 2      |        |            |             |         | 2      |
| Stand: nach der Saison 2008/09 |        |        |            |             |         |        |